# Bács (keresztnév)
A Bács régi magyar  férfiutónév, ami török méltóságnévből származik, a jelentése: kis uraság.

## Képzett nevek
- Bacsó:[1] régi magyar férfiutónév, a Bács kicsinyítőképzős változata[2]

## Alakváltozások
- Bacsa
- Bacskó

## Gyakorisága
Az 1990-es években szórványosan fordultak elő, a 2000-es években nem szerepelnek a 100 leggyakoribb férfinév között.

## Névnapok
Bács, Bacsó
- január 10.[2]
- június 10.[2]
- június 30.[2]
- november 12.[2]
- december 5.[2]